# Großstadtkinder
Großstadtkinder ist ein Dokumentarfilm des DEFA-Studios für Dokumentarfilme im Auftrag des Fernsehens der DDR von Roland Steiner aus dem Jahr 1978.

## Handlung
Jeden Morgen weckt Frau Jung ihre zehn Kinder, bereitet das Frühstück zu und bringt das Jüngste in den Kindergarten. Die anderen sind bereits alt genug, selbst in die Schule oder zur Arbeit zu gehen. Frau Jung arbeitet im VEB Holzveredlung in Berlin-Karlshorst und Herr Jung ist Binnenschiffer. Die Familie wohnt in Berlin-Prenzlauer Berg und der Regisseur Roland Steiner mit seinem Team berichten über ihren Alltag.
Zu Beginn des neuen Schuljahres erzählt eines der Kinder über ihre schönen Tage auf dem Wochenendgrundstück der Familie in Kolberg, in der Nähe Berlins. Am meisten gefielen ihm dort die Gartenpartys, von denen auch die Filmaufnahmen berichten. Die nächste Einstellung zeigt den ältesten Sohn Andreas, der im VEB Tiefbau Berlin beschäftigt ist und in einem neuen Stadtbezirk an Wohnungen für Hunderttausend Menschen mitarbeitet, wie einer seiner Brüder voller Stolz erzählt. Andreas’ größte Sorge ist allerdings, dass er später seinen Kindern nicht zeigen kann, woran er mitgearbeitet hat, da seine Baustellen alle unterhalb der Erdoberfläche liegen. Ein anderer Bruder erzählt, dass man in dieser großen Stadt sehr viel unternehmen kann. So gibt es hier einen Pionierpark, der viele kulturelle Möglichkeiten bietet und der auch eine Pioniereisenbahn hat, bei der er auch einmal als junger Eisenbahner mitgemacht hat. Heute würde er es nicht mehr machen, da seine Interessen auf anderen Gebieten liegen.
Gegenüber der Wohnung befindet sich der Volkspark Friedrichshain, in dem einige der kleineren Geschwister immer spielen gehen. Doch noch lieber sind ihnen die Fahrten auf dem Schubboot, dem Arbeitsplatz ihres Vaters, die aber nur in den Schulferien durchgeführt werden können. Natürlich müssen die Kinder auch zu Hause mithelfen, da beide Elternteile voll berufstätig sind, doch das funktioniert im Normalfall einwandfrei, wie die Mutter bestätigt. Sollte es mal nicht klappen, wird eine laute Anweisung ausgesprochen und schon ist alles wieder in Ordnung. Doch auch die Kinder äußern ihre Wünsche. Die älteste Tochter wünscht sich einmal ein Haus mit einem Balkon und mindestens zwei Stockwerken. Eine andere wünscht sich, einmal Kindergärtnerin zu werden, der nächste wünscht sich einen Fotoapparat, damit er schnelle Sportwagen und die Familie fotografieren kann. Ein weiterer wünscht sich, dass man einmal die Sonne und die Sterne zusammen sehen könnte.

## Produktion und Veröffentlichung
Großstadtkinder wurde auf ORWO-Color im Auftrag des Fernsehens der DDR gedreht und hatte dort am 15. Dezember 1978 im 1. Programm seine Erstausstrahlung. Die erste nachweisbare Aufführung auf einer großen Leinwand erfolgte am 4. Oktober 2020 im Berliner Zeughauskino.

## Auszeichnungen
- 1979: Staatliches Prädikat „Wertvoll“